# Mala Rao
Pour les articles homonymes, voir Rao (homonymie).
Mala Rao est une médecin indo-britannique qui est chercheuse clinique principale au département des soins primaires de l'Imperial College de Londres. Elle a été conseillère médicale auprès du NHS England (en) et vice-présidente de WaterAid. Ses recherches portent sur l'impact du changement climatique et de l'éco-anxiété sur la santé publique.

## Enfance et éducation
Rao est née en Inde. Elle décide de devenir médecin lorsqu'elle est enfant et elle étudie la médecine à Delhi. À l'époque, le monde se bat pour éradiquer la variole et Rao décide de se spécialiser en santé publique. Elle est étudiante de troisième cycle à l'Université de Londres,, où elle suit un programme de formation du National Health Service (NHS) à la London School of Hygiene and Tropical Medicine

## Recherche et carrière
Rao reste au Royaume-Uni, où elle devient consultante en santé publique. Elle est directrice de la santé publique dans l'Essex en 1989 et de 1992 à 2004. Elle crée le premier réseau britannique fondé sur des données probantes pour évaluer le cancer. À la fin des années 1980, Rao s’inquiète de l’impact du changement climatique sur la santé humaine. Rao retourne en Inde en tant que premier directeur de la Fondation pour la santé publique du premier institut indien de santé publique de 2008 à 2011. Elle reste en Inde jusqu'en 2014, entreprenant des recherches et travaillant avec les gouvernements national et étatique pour évaluer les impacts de l'innovation en matière de financement de la santé et piloter de nouveaux modèles de soins primaires en tant que plate-forme clé pour l'accès universel à des soins de santé abordables.
Rao fait campagne pour sensibiliser à l'impact du changement climatique et de l'éco-anxiété sur la santé et la santé mentale des patients,. À cette fin, elle fait partie de divers groupes de travail gouvernementaux et prononce plusieurs conférences publiques. Elle écrit The Health Practitioner's Guide to Climate Change, qui est hautement salué par les prix de santé publique de la British Medical Association .
En 2014, Rao lance une enquête sur le bien-être des populations noires et ethniques minoritaires en Angleterre. Elle crée l’unité d’ethnicité et de santé de l'Imperial College London, où elle étudie les inégalités de santé au sein de la main-d’œuvre du NHS, dans la population générale et dans la recherche en santé.
En 2004, Rao est nommée cheffe du personnel de santé publique d'Angleterre et dirige le Département de la Santé et de la Protection sociale (Royaume-Uni) de Londres. Elle est nommée conseillère médicale pour la stratégie d'égalité raciale de la main-d'œuvre du NHS England entre 2018 et 2022.

## Prix et distinctions
Parmi les prix et distinctions de Rao figurent :
- 2013 Nommée à l'Ordre de l'Empire britannique (OBE) lors des 2013 New Year Honours (en) pour "services to Public Health in the UK and Overseas"[9].
- 2021 Prix Alwyn Smith Prize de la Faculty of Public Health (en) (FPH)[10]
- 2022 Elue membre honoraire du Royal College of Paediatrics and Child Health (en) (RCPCH)[11]

## Publications (sélection)
- Jenny Griffiths, Mala Rao et Fiona Adshead, The health practitioner's guide to climate change: diagnosis and cure, Earthscan, 2009 (ISBN 978-1-84407-729-8, lire en ligne), p. 228.